# Sângeru (gmina)
Sângeru – gmina w Rumunii, w okręgu Prahova. Obejmuje miejscowości Butuci, Mireșu Mare, Mireșu Mic, Piatra Mică, Sângeru i Tisa. W 2011 roku liczyła 5449 mieszkańców.